# کریستین رامیرس
کریستین رامیرس (انگلیسی: Cristian Ramírez؛ زاده ۱۲ اوت ۱۹۹۴) یک بازیکن فوتبال اهل اکوادور است.
وی همچنین در تیم ملی فوتبال اکوادور بازی کرده است.